# Strumigenys lucky
Strumigenys lucky (лат.) — вид мелких земляных муравьёв из подсемейства Myrmicinae. Эндемик США. Назван в честь мирмеколога Andrea Lucky, уроженки Среднего Запада, в знак признания её вклада в мирмекологию, за её интеграцию гражданской науки в фундаментальные исследования, за то, что она активно продвигает женщин в мирмекологии, а также как отмеченный наградами учитель и наставник студентов.

## Распространение и экология
Северная Америка: США (Айова, Висконсин, Иллинойс, Миннесота). Этот вид имеет самый северный ареал среди всех неарктических видов Strumigenys и известен по нескольким сборам, взятым в четырёх соседних штатах (Висконсин, Миннесота, Иллинойс и Айова). Однако, по крайней мере, в одном месте (в Ваукеше, штат Висконсин), этот вид неоднократно собирался молодым мирмекологом Энтони Протеро, который предоставил единственную известную информацию о экологии S. lucky в своих личных сообщениях. Протеро нашел их в «лесу», который раньше был прериями. В лесу почти полностью преобладают инвазивные деревья «Buckthorn trees» (жостер), но на случайных вырубках растет много растений прерий. Он обнаружил несколько частичных колоний, состоящих из нескольких рабочих и случайных цариц, всегда под камнями и чаще всего во время или недавно после дождя. Он предполагает, что они гнездятся в полостях почвы под камнями или другим укрытием. Почва на этих участках в основном представляет собой илово-глинистую смесь.

## Описание
Мелкие скрытные муравьи (длина около 2 мм) с сердцевидной головой, расширенной кзади. Щетинки на краях наличника расширенные, лопатообразные или ложкообразные. Щетинки на переднем крае наличника изгибаются от средней линии. Проподеум c короткими зубцами. Длина головы рабочего (HL) 0,531–0,562 мм, ширина головы (HW) 0,394–0,41 мм, мандибулярный индекс (MI) 18, длина скапуса SL 0,261–0,299 мм.
Основная окраска желтовато-коричневая. Мандибулы субтреугольные вытянутые (с несколькими зубцами). Глаза расположены внутри усиковых желобков-бороздок, вентро-латеральные. Нижнечелюстные щупики 1-члениковые, нижнегубные щупики состоят из 1 сегмента (формула 1,1). Стебелёк между грудкой и брюшком состоит из двух члеников: петиолюса и постпетиолюса (последний четко отделен от брюшка), жало развито, куколки голые (без кокона). Специализированные охотники на коллембол. Вид был впервые описан в 2021 году американским мирмекологом Douglas B. Booher по типовому материалу, собранному в США. Принадлежность таксона к какой-либо видовой группе не определена. Из видов, обитающих на западе США, только четыре имеют лопатообразные или ложкообразные щетинки на свободных краях наличника, изгибающиеся от средней линии, Strumigenys reflexa, Strumigenys missouriensis, Strumigenys pulchella и S. lucky. Strumigenys lucky больше всего похож на S. missouriensis, но его можно отделить от комплекса S. missouriensis по волосистости головы. У S. lucky длинные жгутиковидные волоски в апикоскробальной позиции и на макушке головы. У S. missouriensis эти волоски, если они есть, короче, жесткие и прямые; различной формы от простой до апикально расширенной; Strumigenys reflexa имеет щетинки, которые изгибаются от средней линии головы в ближайшей точке, где встречаются жвалы и наличник, у S. lucky и S. pulchella эти щетинки изгибаются по направлению к средней линии. или направлены вентрально. Strumigenys lucky можно отделить от S. pulchella по зубному ряду, у S. pulchella первые два зубца почти равны по размеру, а третий зубец меньше первых двух. У S. lucky первый (исключая первый зубец, если он есть) и третий зубец почти равны по размеру, а второй зубец меньше.